# Båstad (stacja kolejowa)
Båstad (szwedzki: Båstads station) – stacja kolejowa w Båstad, w regionie Skania, w Szwecji. Znajduje się na Västkustbanan między Ängelholm i Laholm.
Stację Båstad planuje się w 2015 przenieść w związku z ukończeniem Hallandsåstunneln na północ od tunelu w okolicę Åstad, we wschodniej części Båstad.

## Linie kolejowe
- Västkustbanan